# MBDA Brimstone
Brimstone är en avancerad attackrobot utvecklad av vapenkoncernen MBDA. Vapensystemet kan avfyras från stridsflygplan, attackhelikoptrar eller avfyrningsramper på land. Brimstone är 1,8 meter lång, väger 50 kilogram och har en diametern 180 millimeter. Målsökningen har två lägen, radarstyrd och laserstyrd. Sprängladdningen är en tandem-laddning med riktad sprängverkan.
Brimstone kan träffa till exempel snabba fordon, bepansrade fordon, stridsvagnar, bunkrar och alla sorters sjömål.